# Mahu (noble)
| Aa15 · a | F18 · Y1 | A52 |

| Aa15 · a | F18 · Y1 | A52 |

Mahu fue jefe de policía en Ajetatón (Amarna) durante la dinastía XVIII del Antiguo Egipto. Sirvió al faraón Akenatón que reinó del 1353 – 1335 a. C. Como jefe de los medjay, probablemente pudo haber sido uno de ellos, los nubios que conocidos por sus habilidades militares servían como mercenarios, y en esos momentos eran utilizados como policías en la capital de Egipto y en sus principales ciudades.
Otros investigadores sostienen que hacia esa época, muchos egipcios se integraron a los medjay deseosos de alcanzar su estatus. Entre los integrantes de esta fuerza policial hay individuos con nombres egipcios y son descritos como tales.
Es factible que los cargos de liderazgo se reservaran sólo a egipcios, como una medida para prevenir que los medjay conspiraran contra las autoridades y así garantizar su fidelidad a los faraones.

## Tumba
La tumba de Mahu es la conocida como Tumba de Amarna 9 en el área sur de las Tumbas de los Nobles en Amarna. La tumba fue explorada por primera vez por Bouriant en 1883. Un corredor toscamente labrado conduce a una entrada decorada en un lado con una escena que representa a Akenatón, Nefertiti y su hija mayor, Meritatón, con ofrendas a Atón. La pared opuesta está decorada con Mahu arrodillado e inscripciones del Himno a Atón.
Continuando, se llega a la primera cámara que contiene una estela en un extremo y una falsa puerta en el otro. La estela muestra nuevamente a la pareja real y a su hija, con Mahu en oración, acompañándoles. La falsa puerta muestra de manera similar a la pareja real con ofrendas y a Mahu arrodillado con un texto. Davies menciona que las oraciones contienen una gran cantidad de errores.
Las paredes están decoradas también y muestran las tareas y recompensas de Mahu. Las recompensas aparecen en la pared frontal y en la mitad norte de la pared posterior. Las inscripciones no fueronn terminadas, pero los bocetos indican que habría habido una escena de recompensa que muestra al rey otorgando honores a Mahu en la ventana de las apariciones. Mahu está acompañado por sus hombres, los medjay. Otra escena muestra a Mahu recibiendo honores no en el palacio, sino en un templo.
También se muestra a Mahu inspeccionando las defensas de la ciudad con el rey y la reina. Esta escena parece estar diseñada exclusivamente para esta tumba. El chaty y otros funcionarios también están presentes. En otra escena se muestra a Mahu en su trabajo vigilando la ciudad, y en una reunión con el chaty, probablemente Najtpaatón y un funcionario menor llamado Heqanefer. Mahu lleva a tres prisioneros capturados ante el chaty. Estar en determinadas zonas sin permiso era aparentemente algo por lo que alguien podría ser arrestado.
Hay escenas en la tumba que muestran plataformas con rampas manejadas por la policía. Los estándares militares se muestran en estas plataformas. Estas estructuras pueden haber formado una serie de atalayas y puestos de vigilancia que se utilizaban para patrullar la ciudad.
En la parte posterior hay una entrada a una segunda cámara que está ligeramente torcida en comparación con la primera cámara. Un sinuoso conjunto de escaleras en la parte posterior de esta segunda cámara conduce a una sala intermedia. Unos pasos adelante completan el giro y conducen a la cámara inferior que contiene el pozo funerario.